# Glossalgie
Glossalgie (von griechisch glossa = Zunge und algos = Schmerz) ist ein Schmerz auf der Zungenoberfläche. Sie ist vor allem ein Symptom der Blutarmut infolge Vitamin-B12-Mangels, der sogenannten perniziösen Anämie. Die Ursache kann auch in Syndromen verschiedenster Art liegen oder psychosomatisch bedingt sein, siehe auch Zungenbrennen.